# 5278 Polly
5278 Polly eller 1988 EJ1 är en asteroid i huvudbältet som upptäcktes 12 mars 1988 av den amerikanske astronomen Eleanor F. Helin vid Palomar-observatoriet. Den är uppkallad efter Polly Brooks.
Asteroiden har en diameter på ungefär 4 kilometer och den tillhör asteroidgruppen Flora.